# Dysdera pharaonis
Dysdera pharaonis este o specie de păianjeni din genul Dysdera, familia Dysderidae, descrisă de Simon, 1907.
Este endemică în Egipt. Conform Catalogue of Life specia Dysdera pharaonis nu are subspecii cunoscute.